# Kommunikationspolitik
Die Kommunikationspolitik beschäftigt sich mit der Frage, wie die Ziele einer großen Organisation verständlich und wirkungsvoll vermittelt werden können, wie über die eigenen Aktivitäten und deren Ergebnisse informiert wird, wie die Organisation die Meinungen und Wünsche der relevanten Gruppen erfährt und wie die Prozesse innerhalb der Organisation gestaltet werden. Kommunikationspolitik plant und steuert die Kommunikation zwischen Organisation und Umwelt beziehungsweise einzelnen Zielgruppen nach innen und nach außen. Sie ist eine Funktion der Führung, der Organisation und des Marketing. 
Dieser Artikel behandelt die unternehmensstrategischen Aspekte. Der Artikel Kommunikationspolitik (Marketing) beschäftigt sich mit der Kommunikationspolitik als Teil des von E. Jerome McCarthy entwickelten Marketing-Mix. Dazu gehört als bekanntestes Instrumentarium die Werbung.

## Definition von Kommunikationspolitik
Unter Kommunikationspolitik versteht man die strategische Planung und Umsetzung aller Maßnahmen zur planmäßigen Gestaltung und persönlichen oder unpersönlichen Vermittlung beziehungsweise Gewinnung von Information. Zweck ist die Gestaltung eines zielgerichteten Dialogs zwischen den Beteiligten und Betroffenen. Dazu gehört auch die Steuerung von gegenseitiger Beeinflussung zur Veränderung von Wissen, Einstellungen, Erwartungen und Verhaltensweisen der Beteiligten und Betroffenen sowie unbeteiligter Dritter.

## Ziele und Inhalte
Ziel der Kommunikationspolitik ist die Gestaltung des Dialoges zwischen allen Betroffenen und Beteiligten zur Entwicklung und Umsetzung der Unternehmenspolitik und der Unternehmensziele.
Inhalte der Kommunikationspolitik sind die strategische Planung der internen und externen Kommunikation, die Auswahl der Kommunikationsinhalte, der Kommunikationswege, der Kommunikationsinstrumente, der Zielgruppen, die Bestimmung der Verantwortlichen für die Entwicklung der Kommunikationsprozesse im Einzelnen und für deren Umsetzung. Über die klassischen Inhalte des Marketing (Vertrauen in das Unternehmen und die Marke, Einführung neuer Produkte, Lenkung der Nachfrage, Erschließung neuer Märkte) hinaus gehören dazu auch der Austausch mit Forschung, Bildung, Politik und die Wahrnehmung von sozialer, ökologischer, arbeitsmarktpolitischer und finanzieller Verantwortung nach innen und außen, aber auch der Umgang mit Störungen (Störfallmanagement, Reklamationsmanagement, Krisenmanagement).

## Leitbild und Kultur
Das Unternehmensleitbild (Corporate Identity) und dessen Umsetzung (Corporate Image) stehen in direkter Beziehung zur Kommunikationspolitik. Dabei ist das Leitbild das Bild des Unternehmens, welches es nach innen repräsentiert und welches es nach außen vermitteln will, also der Soll-Zustand. Die Unternehmenskultur ist der Ist-Zustand. Dazu gehören insbesondere der Führungsstil und die Entscheidungsstrukturen, also das Verhalten zwischen Führungskräften und Mitarbeitern, der Mitarbeiter untereinander, gegenüber Kunden sowie zu Lieferanten, Partnern und der Öffentlichkeit (Corporate Behaviour).
Das aktuelle Bild des Unternehmens in den Köpfen der Menschen („Corporate Image“) soll durch den Einsatz der Kommunikationsmaßnahmen dem Leitbild angeglichen werden und zu einer entsprechenden lebendigen Unternehmenskultur werden. Dies geschieht mit Methoden der Organisationsentwicklung und der Personalentwicklung beziehungsweise eben der Kommunikationspolitik. Zu den Werkzeugen der „Corporate Identity“ gehören die Gestaltung von Gebäuden (Außen- und Innenarchitektur), Firmenlogos, Arbeitskleidung, Formularen usw. (Corporate Design und Corporate Communication), angewendet bei Werbemaßnahmen, der Öffentlichkeitsarbeit aber auch bei unternehmensinterner Kommunikation.

## Umsetzung der Kommunikationspolitik
Die Kommunikationspolitik baut auf einem Stufenplan auf:
1. Situationsanalyse und Prognose für das Unternehmen
2. Unternehmensziele vereinbaren
3. Marketingziele ableiten
4. Kommunikationsziele und Zielgruppen definieren
5. Kommunikationsstrategie entwickeln, Kommunikationsbotschaft kreieren
6. Budget bestimmen, Medien wählen
7. einzelne Kommunikationsmaßnahmen planen
8. Vortest, Kontrolle der Wirkung, Resultat an Schritt 7 zurückgeben, um Verbesserungen durchzuführen
9. Kommunikationsmaßnahmen umsetzen
10. Wirkung messen, Resultat an die Schritte 5 bis 9 zurückgeben, um Verbesserungen und Korrekturen durchzuführen

## Defensive oder konstruktive Politik
Siehe Hauptartikel X-Y-Theorie
Die defensive Kommunikationspolitik geht davon aus, dass Betroffene und Beteiligte feindlich gesinnte Konkurrenten sind. Erkennbar ist diese Haltung unter anderem an Arbeitszeitkontrolle, Videoüberwachung, negativen Schlagzeilen nach Störfällen, vielen Mitarbeitern in Controlling, Qualitätssicherung und Werkschutz, Geheimhaltung von Geschäftszahlen.
Die konstruktive Kommunikationspolitik geht davon aus, dass Betroffene und Beteiligte freundschaftlich gesinnte Partner sind. Erkennbar ist diese Haltung an gegenseitiger Wertschätzung und Vertrauen, intensiver Kommunikation auch hierarchieübergreifend, flexiblen Arbeitszeitmodellen, offenen Türen, aktiver Information nach innen und außen, direkten Kontakten zwischen Mitarbeitern und Kunden und Lieferanten, offene Qualitätszirkel.

## Kommunikationsinstrumente
Die Kommunikationsinstrumente dienen als Mittel zur Gestaltung des Dialoges zwischen allen Beteiligten, zur gegenseitigen Übermittlung der Informationen und Botschaften, und zur gemeinsamen Entscheidungsfindung. Je nach Ziel und Aufgabe und beteiligter Gruppen werden entsprechende Instrumente zu einem möglichst wirkungsvollen Kommunikations-Mix zusammengestellt.
Neben den klassischen Methoden der Werbung (above the line) und den neuen Methoden des Marketing (below the line) gibt es eine Vielzahl von Instrumenten und Methoden.
Siehe Hauptartikel Kommunikationsinstrument

## Integrierte Kommunikation
Integrierte Kommunikation bezeichnet den Prozess der Planung, Organisation, Durchführung und Kontrolle aller Kommunikationsmaßnahmen des Unternehmens mit den Kunden, Lieferanten, Mitarbeitern, Geldgebern, Nachbarn, betroffenen und beteiligten Gruppen, der Politik und der Bevölkerung – zur Entwicklung und Umsetzung der Unternehmensziele.
Integrierte Kommunikation hat die Aufgabe, die Kommunikationsinhalte sinnvoll mit den Kommunikationskanälen und Kommunikationsinstrumenten und Maßnahmen der internen und externen Kommunikation in ein in sich geschlossenes und widerspruchsfreies Kommunikationssystem zu verknüpfen, um für alle Beteiligten optimale Ergebnisse zu erzielen.